# 比利亚弗拉德斯-德坎波斯
比利亚弗拉德斯-德坎波斯（西班牙語：Villafrades de Campos）是西班牙卡斯蒂利亚-莱昂巴利亚多利德省的一个市镇。总面积21平方公里，总人口112人（2001年），人口密度5人/平方公里。